# Мандаленчичі
Мандаленчичі (хорв. Mandalenčići) — населений пункт у Хорватії, в Істрійській жупанії у складі громади Грачище.

## Населення
Населення за даними перепису 2011 року становило 291 осіб.
Динаміка чисельності населення поселення:

## Клімат
Середня річна температура становить 11,61 °C, середня максимальна – 25,44 °C, а середня мінімальна – -2,92 °C. Середня річна кількість опадів – 1090 мм.
| Клімат поселення                              | Клімат поселення | Клімат поселення | Клімат поселення | Клімат поселення | Клімат поселення | Клімат поселення | Клімат поселення | Клімат поселення | Клімат поселення | Клімат поселення | Клімат поселення | Клімат поселення | Клімат поселення |
| Показник                                      | Січ.             | Лют.             | Бер.             | Квіт.            | Трав.            | Черв.            | Лип.             | Серп.            | Вер.             | Жовт.            | Лист.            | Груд.            |                  |
| Середній максимум, °C                         | 9,04             | 9,74             | 12,29            | 16,46            | 20,94            | 24,86            | 25,44            | 24,88            | 20,22            | 15,83            | 10,90            | 8,23             |                  |
| Середня температура, °C                       | 3,06             | 3,74             | 6,31             | 10,48            | 14,96            | 18,86            | 21,51            | 20,95            | 16,29            | 11,90            | 6,98             | 4,30             |                  |
| Середній мінімум, °C                          | −2,92            | −2,24            | 0,32             | 4,50             | 8,97             | 12,89            | 17,60            | 17,04            | 12,36            | 7,97             | 3,04             | 0,38             |                  |
| Норма опадів, мм                              | 81               | 67               | 81               | 89               | 77               | 91               | 66               | 91               | 95               | 119              | 131              | 102              |                  |
| Середньомісячна швидкість вітру, м/с          | 2.27             | 2.54             | 2.68             | 2.67             | 2.39             | 2.29             | 2.23             | 2.19             | 2.22             | 2.42             | 2.54             | 2.46             |                  |
| Середньомісячна сонячна радіація, кДж/м²·день | 4548             | 7463             | 10658            | 15041            | 19269            | 20863            | 21794            | 18754            | 14038            | 9089             | 4976             | 3859             |                  |
| --------------------------------------------- | ---------------- | ---------------- | ---------------- | ---------------- | ---------------- | ---------------- | ---------------- | ---------------- | ---------------- | ---------------- | ---------------- | ---------------- | ---------------- |
| Джерело:                                      |                  |                  |                  |                  |                  |                  |                  |                  |                  |                  |                  |                  |                  |